# Späckhuggare (segelbåt)
Späckhuggaren är en dansk segelbåt av kostertyp och ritades av Peter Bruun 1968. Båten är kraftigt byggd och anses som mycket sjövärdig. Den är även vanlig i tävlingssammanhang i Danmark med 39 deltagande båtar på danska mästerskapen 2010.  
Båten tillverkades från 1970 fram till en bit in på 1980-talet. Viss nyproduktion skall ha ägt rum de senaste åren, bl.a. av ett svenskt varv som lånat formarna av Bruun.

## Historia
Späckhuggaren var den första båten Bruun ritade. Han utgick i mycket från Aage Utzons kosterbåtar men med modernare material och konstruktioner. Till skillnad från de gamla kosterbåtarna byggdes späckhuggaren i glasfiberplast, med fenköl, fraktionsrigg och en mast i aluminium. Peter Bruun inspirerades mycket av havets djur, något som märks i namnen på hans båtar, de runda formerna och, hos späckhuggaren, kölen som liknar en delfinfena. 
2005 producerade Fred Holmberg & Co AB i Sverige ett antal båtar efter att de lånat formarna av Bruun. Sedan 2008 är formarna tillbaka hos firma Peter Bruun i Danmark som producerar båten på beställning. 

## Seglingsegenskaper
Eftersom Späckhuggaren har en kölviktsandel på 60,2% så kan den också bära mycket segel. Båten är därtill ritad med liten våt yta. Detta gör att den har utmärkta lättvindsegenskaper och seglar då ifrån många andra båtar - oavsett storlek. Tack vare den stora kölvikten och båtens kraftiga konstruktion klarar den sig mycket bra även i hårt väder. 

## Byggnadssätt
- Skrov: Handupplagt enkellaminat.
- Ovan vattenlinjen : 7 lager 450g/m^2 matta, ca 10mm
- Under vattenlinjen : 10 lager 450g/m^2 matta, ca 12mm
- Omkring kölinfästningen: 15 lager 450g/m^2 matta ca 16mm. Kölsula med fem tvärgående bottenstockar, inget kölsvin
- Däck, ruff och sitbrunnsbotten : Handupplagt dubbellaminat med 10mm balsa som distansmaterial
- Köl: förzinkat gjutjärn, fäst med 5 st. 25 mm syrafasta bultar i bottenstockarna.
- Roder: Syrafast innanpåliggande roder och hjärtstock, skädda i glasfiber som är fäst i skrovet med syrafasta bultar
- Akter: Kosterakter

## Varianter
- Racing: Kantig, mindre överbyggnad med breda skarndäck. Dinette eller längsgående soffor. 4-5 kojplatser.
- Family: Rundad, högre och större överbyggnad. Rymligare ruff, utdragbart pentry, toalett, mindre sittbrunn.

## Nära besläktade båtar
Det finns fyra "Valbåtar" Ritade av Bruun. 
- Marsvin (Tumlare på danska)
- Späckhuggare
- Grinde
- Kaskelot